# Fambach
Fambach es un municipio situado en el distrito de Schmalkalden-Meiningen, en el estado federado de Turingia (Alemania), a una altitud de 2070 metros. Su población, a finales de 2019, es de 2060 habitantes y su densidad poblacional, 112,4 hab/km².
Se encuentra ubicado al oeste de la ciudad de Suhl, y a poca distancia al noreste de la frontera con el estado de Baviera.